# Srđan Grahovac
Srđan Grahovac (Banja Luka, 19 settembre 1992) è un calciatore bosniaco, centrocampista del Borac Banja Luka.

## Caratteristiche tecniche
Centrocampista centrale difensivo, abile nel recuperare palloni.

## Carriera

### Club
Ha militato per cinque anni dal 2009 al 2014, nella squadra della sua città il Banja Luka. Nell'estate 2014 è stato ceduto al Rapid Vienna.

### Nazionale
Ha esordito nel giugno 2011 con la Bosnia ed Erzegovina under 21, dove per lungo tempo è stato il capitano, detiene tuttora il record di presenze "23".
Nel settembre 2015, viene convocato per la prima volta in nazionale maggiore, per le sfide di qualificazione a Euro 2016 di ottobre contro Galles e Cipro.

## Statistiche

### Presenze e reti nei club
Statistiche aggiornate al 26 settembre 2015
| Stagione            | Squadra             | Campionato          | Campionato | Campionato | Coppa nazionali | Coppa nazionali | Coppa nazionali | Coppe continentali | Coppe continentali | Coppe continentali | Altre coppe | Altre coppe | Altre coppe | Totale | Totale |
| Stagione            | Squadra             | Comp                | Pres       | Reti       | Comp            | Pres            | Reti            | Comp               | Pres               | Reti               | Comp        | Pres        | Reti        | Pres   | Reti   |
| ------------------- | ------------------- | ------------------- | ---------- | ---------- | --------------- | --------------- | --------------- | ------------------ | ------------------ | ------------------ | ----------- | ----------- | ----------- | ------ | ------ |
| 2009-2010           | Banja Luka          | PL                  | 10         | 0          | CB              | 0               | 0               | -                  | -                  | -                  | -           | -           | -           | 10     | 0      |
| 2010-2011           | Banja Luka          | PL                  | 24         | 1          | CB              | 0               | 0               | -                  | -                  | -                  | -           | -           | -           | 24     | 1      |
| 2011-2012           | Banja Luka          | PL                  | 26         | 1          | CB              | 0               | 0               | UCL                | [ 1 ]              | 0                  | -           | -           | -           | 28     | 1      |
| 2012-2013           | Banja Luka          | PL                  | 29         | 2          | CB              | 0               | 0               | UCL                | [ 1 ]              | 1                  | -           | -           | -           | 31     | 3      |
| 2010-2011           | Banja Luka          | PL                  | 27         | 2          | CB              | 0               | 0               | -                  | -                  | -                  | -           | -           | -           | 27     | 2      |
| Totale Banja Luka   | Totale Banja Luka   | Totale Banja Luka   | 116        | 6          |                 | -               | -               |                    | 4                  | 1                  |             |             |             | 120    | 7      |
| 2014-2015           | Rapid Vienna        | BL                  | 13         | 0          | CA              | 3               | 0               |                    |                    | -                  | -           | -           | -           | 16     | 0      |
| 2015-2016           | Rapid Vienna        | BL                  | 8          | 0          | CA              | 1               | 0               | UCL+UEL            | 4+1                | 0                  | -           | -           | -           | 12     | 0      |
| Totale Rapid Vienna | Totale Rapid Vienna | Totale Rapid Vienna | 21         | 0          |                 | 4               | 0               |                    | 5                  | 0                  |             |             |             | 28     | 0      |
| Totale carriera     | Totale carriera     | Totale carriera     | 137        | 6          |                 | 4               | 0               |                    | 9                  | 1                  |             |             |             | 148    | 7      |

### Cronologia presenze e reti in nazionale
| Cronologia completa delle presenze e delle reti in nazionale ― Bosnia ed Erzegovina | Cronologia completa delle presenze e delle reti in nazionale ― Bosnia ed Erzegovina | Cronologia completa delle presenze e delle reti in nazionale ― Bosnia ed Erzegovina | Cronologia completa delle presenze e delle reti in nazionale ― Bosnia ed Erzegovina | Cronologia completa delle presenze e delle reti in nazionale ― Bosnia ed Erzegovina | Cronologia completa delle presenze e delle reti in nazionale ― Bosnia ed Erzegovina | Cronologia completa delle presenze e delle reti in nazionale ― Bosnia ed Erzegovina | Cronologia completa delle presenze e delle reti in nazionale ― Bosnia ed Erzegovina |
| Data                                                                                | Città                                                                               | In casa                                                                             | Risultato                                                                           | Ospiti                                                                              | Competizione                                                                        | Reti                                                                                | Note                                                                                |
| ----------------------------------------------------------------------------------- | ----------------------------------------------------------------------------------- | ----------------------------------------------------------------------------------- | ----------------------------------------------------------------------------------- | ----------------------------------------------------------------------------------- | ----------------------------------------------------------------------------------- | ----------------------------------------------------------------------------------- | ----------------------------------------------------------------------------------- |
| 25-3-2016                                                                           | Lussemburgo                                                                         | Lussemburgo                                                                         | 0 – 3                                                                               | Bosnia ed Erzegovina                                                                | Amichevole                                                                          | -                                                                                   | 77’                                                                                 |
| 29-5-2016                                                                           | San Gallo                                                                           | Spagna                                                                              | 3 – 1                                                                               | Bosnia ed Erzegovina                                                                | Amichevole                                                                          | -                                                                                   | 22’                                                                                 |
| 3-6-2016                                                                            | Toyota                                                                              | Bosnia ed Erzegovina                                                                | 2 – 2 (4 – 3 dtr)                                                                   | Danimarca                                                                           | Kirin Cup                                                                           | -                                                                                   | 46’                                                                                 |
| Totale                                                                              |                                                                                     | Presenze                                                                            | 3                                                                                   |                                                                                     | Reti                                                                                | 0                                                                                   |                                                                                     |

## Palmarès

### Club

#### Competizioni nazionali
- Qazаqstan Prem'er Ligasy: 1

Astana: 2017
- Campionato bosniaco: 1

Borac Banja Luka: 2023-2024